# Chasmocranus brachynemus
Chasmocranus brachynema es una especie de peces de la familia Heptapteridae en el orden de los Siluriformes.

## Morfología
• Los machos pueden llegar alcanzar los 13,1 cm de longitud total.

## Hábitat
Es un pez de agua dulce  y de clima tropical.

## Distribución geográfica
Se encuentra en la cuenca del río Paraná en Brasil.